# Hyundai Group
Hyundai Group (IPA: [hjə́ːndɛ]) (tiếng Hàn: 현대그룹; Hanja: 現代그룹) là một tập đoàn công nghiệp nặng đa quốc gia của Hàn Quốc được thành lập bởi doanh nhân, nhà tư bản công nghiệp Chung Ju-yung vào năm 1947. Với sự trợ giúp đắc lực từ phía chính phủ, Chung và các thành viên trong gia đình mình đã nhanh chóng mở rộng kinh doanh sang nhiều ngành công nghiệp khác nhau, cuối cùng trở thành một trong những tập đoàn doanh nghiệp đa ngành lớn nhất Hàn Quốc. Tập đoàn này đã tách ra thành nhiều doanh nghiệp nhỏ sau khi xảy ra cuộc khủng hoảng tài chính châu Á năm 1997, bao gồm Hyundai Motor Group, Hyundai Department Store Group và Hyundai Heavy Industries Group. Chung Ju-yung trực tiếp điều hành và phát triển tập đoàn cho đến khi ông qua đời vào năm 2001.
Hyundai hiện tập trung vào các lĩnh vực ô tô, công nghệ cao, đóng tàu, sản xuất thang máy, dịch vụ container,... Và thậm chí còn tổ chức các tour du lịch đến núi Kumgang (Bắc Triều Tiên). Kể từ tháng 3 năm 2007, sau khi được mua lại bởi công ty ô tô Hyundai (Hyundai Motor Group), Hyundai Engineering & Construction đã trở thành cổ đông chính của Hyundai Merchant Marine, công ty cổ phần khác cũng trực thuộc Hyundai Group. Mặc dù phần lớn các công ty con mang tên thương hiệu Hyundai thường không có kết nối một cách chặt chẽ với tổ chức mẹ như ngày trước, như Hyundai Motor Group, Hyundai Department Store Group, Hyundai Heavy Industries Group và Công ty Phát triển Hyundai HDC. Tuy nhiên, hầu hết các công ty con của tập đoàn này ngày nay vẫn tiếp tục được điều hành bởi gia tộc Chung.

## Ý nghĩa tên gọi
Cái tên "Hyundai" có nguồn gốc từ tiếng Hàn Quốc: 현대 và dạng Hanja: 現代 - có nghĩa là "Tính hiện đại", "Sự hiện đại" hoặc "Kỷ nguyên hiện đại" (tiếng Anh: "Modernity").

## Lịch sử

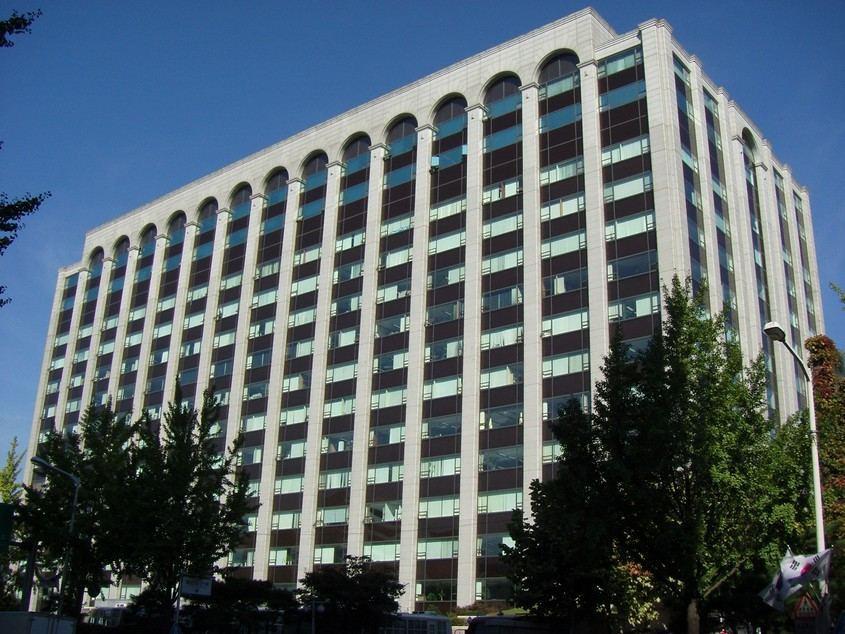
Trụ sở cũ của Hyundai tại Seoul

- Năm 1947, Hyundai Togun (Hyundai Engineering and Construction) là công ty ban đầu của Hyundai Group được thành lập bởi Chung Ju-yung.[3] Hyundai Construction bắt đầu hoạt động bên ngoài Hàn Quốc vào năm 1965, ban đầu thâm nhập vào các thị trường của đảo Guam, Thái Lan và Việt Nam.[4] Năm 1950, Hyundai Togun được đổi tên thành Hyundai Construction. Năm 1958, Công ty Keumkang được thành lập để sản xuất vật liệu xây dựng. Năm 1965, Hyundai Construction bắt đầu liên doanh đầu tiên ở nước ngoài là một dự án đường cao tốc ở Thái Lan.
- Năm 1967, Hyundai Motors được thành lập.[5] Hyundai Heavy Industries (Tập đoàn Công nghiệp nặng Hyundai) được thành lập vào năm 1973,[6] và hoàn thành việc xây dựng những con tàu đầu tiên vào tháng 6 năm 1974.[7]
- Năm 1975, tập đoàn bắt đầu xây dựng một nhà máy sản xuất ô tô tích hợp và cho ra mắt nhiều phương tiện ô tô, cơ giới mới tại thị trường Hàn Quốc.
- Năm 1973, xưởng đóng tàu của tập đoàn được hợp nhất thành Hyundai Shipbuilding and Heavy Industries (Công nghiệp nặng và Đóng tàu Hyundai), đổi tên thành Hyundai Heavy Industries (Tập đoàn Công nghiệp nặng Hyundai) vào năm 1978.
- Năm 1976, Hyundai Corporation được thành lập như một nhánh giao dịch. Cùng năm, Asia Merchant Marine Co. được thành lập, sau đó đổi tên thành Hyundai Merchant Marine.
- Năm 1977, Asan Foundation được thành lập.
- Năm 1983, Hyundai gia nhập ngành công nghiệp bán dẫn thông qua việc thành lập Hyundai Electronics (đã đổi tên thành Hynix năm 2001).[8]
- Năm 1986, Hyundai Research Institute (Viện Nghiên cứu Hyundai) được thành lập.
- Năm 1986, một sản phẩm tương thích IBM PC-XT do Hyundai sản xuất có tên Blue Chip PC đã được bán tại các cửa hàng đồ chơi và giảm giá trên khắp Hoa Kỳ. Đây là một trong những máy vi tính đầu tiên được tiếp thị cho người tiêu dùng thay vì kinh doanh.[9]
- Năm 1988, Asian Sangsun được thành lập, đổi tên thành Hyundai Logistics vào năm 1992.
- Vào giữa những năm 1990, Hyundai bao gồm hơn 60 công ty con và hoạt động trong nhiều hoạt động khác nhau bao gồm sản xuất ô tô, xây dựng, hóa chất, điện tử tiêu dùng, dịch vụ tài chính, công nghiệp nặng và đóng tàu. Trong cùng kỳ, tập đoàn có tổng doanh thu hàng năm khoảng 90 tỷ USD và hơn 200.000 nhân viên.
- Vào tháng 12 năm 1995, Hyundai đã công bố tái cấu trúc quản lý lớn, ảnh hưởng đến 404 giám đốc điều hành và các quản lý cấp cao.[10]
- Trong cuộc khủng hoảng tài chính châu Á năm 1997, Hyundai đã mua lại Kia Motors và LG Semi-Conductor.
- Năm 1998, cuộc khủng hoảng kinh tế của Hàn Quốc đã buộc tập đoàn này bắt đầu nỗ lực tái cấu trúc, bao gồm bán hết các công ty con và tập trung vào năm lĩnh vực kinh doanh cốt lõi. Tuy nhiên, Hyundai đã bắt đầu mở tour du lịch Hàn Quốc đến Kumgangsan của Bắc Triều Tiên. Năm 1999, Hyundai Asan được thành lập để vận hành du lịch Kumgang, Khu công nghiệp Kaesong và các công việc liên Triều khác.[11]
- Vào tháng 4 năm 1999, Hyundai đã tuyên bố tái cấu trúc doanh nghiệp rất lớn, liên quan đến việc giảm hai phần ba số lượng đơn vị kinh doanh và kế hoạch chia nhóm thành năm nhóm kinh doanh độc lập vào năm 2003.[12][13]
- Năm 2001, người sáng lập Chung Ju-yung qua đời, và việc tái cơ cấu tập đoàn Hyundai Group tiếp tục bị trì hoãn.[14]
- Năm 2007, Hyundai Construction Equipment India Pvt. Ltd. được thành lập tại Ấn Độ.
- Trong năm 2010, tập đoàn Hyundai đã được các chủ nợ chọn làm nhà thầu ưu tiên cho việc mua lại Hyundai Engineering & Construction.[15]

## Các công ty con liên kết
Tính đến tháng 2 năm 2007, đây là những công ty trực thuộc của Hyundai Group.
- Hyundai Construction Equipment India Pvt. Ltd.
- Hyundai Construction Equipment Americas, Inc.
- Hyundai Asan
- Hyundai Elevator
- Hyundai Merchant Marine
- Hyundai Research Institute
- Hyundai U&I
- Hyundai Welding
- Hyundai Power Equipment (Vương quốc Anh)

### Công ty xe hơi Hyundai
Những phương tiện mang nhãn hiệu Hyundai được sản xuất bởi công ty ô tô Hyundai, cùng với Kia tạo thành Liên minh tập đoàn ô tô Hyundai - Kia. Có trụ sở tại Seoul, Hyundai hoạt động tại Ulsan với cơ sở sản xuất ô tô tích hợp lớn nhất thế giới, có khả năng sản xuất 1,6 triệu xe mỗi năm. Công ty có khoảng 75.000 nhân viên trên khắp thế giới. Xe Hyundai được bán tại hơn 200 quốc gia thông qua khoảng hơn 6.000 đại lý và showroom trên toàn cầu. Năm 2012, Hyundai đã bán được hơn 4,4 triệu xe trên toàn thế giới. Những mẫu xe phổ biến nhất bao gồm dòng Hatchback i10, Sedan cỡ trung như Sonata cùng Elantra hay SUV cỡ trung Santa Fe và Tucson.
Sang đến năm 2020, Hyundai Motor Inc. đã trở thành hãng xe có giá trị thương hiệu lớn thứ 3 châu Á, hạng 5 toàn cầu.
Asan Foundation (Quỹ Asan), được thành lập bởi Chung Ju-yung vào năm 1977 với 50% cổ phần của Hyundai Construction, trợ cấp cho các dịch vụ y tế tại Hàn Quốc chủ yếu thông qua Trung tâm Y tế Asan và sáu bệnh viện khác. Quỹ này đồng thời là nhà tài trợ chính cho các hội nghị, hội thảo về văn hóa phương Đông và Đông Á cũng như tài trợ cho nghiên cứu học thuật về văn hóa truyền thống Hàn Quốc. Năm 1991, quỹ tiếp tục thành lập Giải thưởng hiếu thảo hàng năm.

## Trước đây
- Hyundai Logistics - Lotte
- Hyundai Securities - Ngân hàng Kookmin KB

## Tái cấu trúc
Trước khi tái cấu trúc (bắt đầu khoảng năm 2000), các lĩnh vực hoạt động chính của Hyundai bao gồm đóng tàu, sản xuất xe hơi, xây dựng, bán lẻ, tài chính và điện tử. Sau khi người sáng lập Chung Ju-yung qua đời vào năm 2001, các công ty thành phần của Hyundai đã được tách ra thành các công ty riêng biệt.